# The Platinum Collection (Amedeo Minghi)
The Platinum Collection - "...l'ascolteranno gli americani..." ...ed altre storie è un triplo album raccolta del cantautore italiano Amedeo Minghi, pubblicato dall'etichetta EMI Italiana nel 2006. Contiene il brano inedito Ed altre storie.

## Tracce
CD 1
1. Ed altre storie (inedito)
2. 1950
3. Cantare è d'amore
4. Decenni
5. La vita mia
6. Così sei tu
7. Anita
8. Gomma americana
9. Marì
10. L'altra faccia della luna
11. Sarà una canzone
12. Il suono
13. L'amore con chi
14. Tutta intimità
15. Vattene amore (duetto con Mietta)
16. Di più
17. La fine

CD 2
1. Un uomo venuto da lontano
2. Gerusalemme
3. La santità d'Italia
4. I ricordi del cuore
5. Notte bella, magnifica
6. Le verdi cattedrali della memoria
7. Quando l'estate verrà
8. L'immenso
9. Serenata
10. Anni '60
11. L'isola
12. St. Michel
13. Com'eravamo negli anni fa
14. Dedicata
15. Storia di un uomo solo
16. Sicuramente tu

CD 3
1. Io e te
2. Cacciatore
3. Cuori di pace
4. La notte più lunga del mondo
5. Sul nostro amore
6. Musiche di scena
7. Ladri di sole
8. Amarsi è
9. Rosa
10. Primula
11. Nenè
12. Bella
13. Vivere vivere
14. In sogno
15. Per sempre